# Giorgio d'Aquila
Giorgio d'Aquila, appelé dans certaines sources francophones anciennes Georges de Florence ou Georges Delaigly, est un peintre du xive siècle, né à Florence, sans doute élève de Giotto et ayant en particulier travaillé dans les États des comtes de Savoie, notamment Amédée V de Savoie et son fils Aymon.

## Biographie
On ignore sa date exacte de naissance, mais on sait qu'il fut formé, au moins en partie, par Giotto.
Après qu'il eut commencé à œuvrer pour la maison de Savoie, il demeura dans ces États jusqu'à sa mort, qui survint en 1348, durant et à cause de la Grande peste.

## Principales œuvres
En 1314, il fut appelé pour décorer le château des comtes de Savoie, devenu château des ducs de Savoie, à Chambéry. Il travailla également sur une église à Borghetto en 1318, sur la chapelle ducale du château de Pignerol, vers 1325, et sur la Chapelle des Princes, nécropole de la maison de Savoie dans l'abbaye d'Hautecombe entre 1135 et 1342.
Certains archéologues rattachent l'œuvre de Giorgio d'Aquila à celle d'un « maître Jacques » notamment nommé dans la comptabilité savoyarde pour la décoration de la chapelle du château de Chillon.

## Technique
Il semblerait, d'après plusieurs auteurs du xixe siècle, que Giorgio d'Aquila ait, sinon découvert, du moins effectué des recherches sur la peinture à l'huile. Aubin Louis Millin de Grandmaison, dans son Voyage en Savoie, en Piémont, à Nice et à Gênes, cite ainsi un baron Vernazza qui rapporte que Giorgio d'Aquila, lors de l'exécution des travaux de la chapelle de Pignerol, avait commandé « deux cents livres d'huile de noix pour peindre ». Guy Loumyer, dans Les traditions techniques de la peinture médiévale, rapporte le même fait. L'utilisation infructueuse de l'huile de noix est également rapportée dans l'ouvrage La conservation des peintures murales.
Tous trois insistent cependant sur le fait que ces essais furent relativement infructueux. Claudius Blanchard, pour sa part, réfute absolument l'idée d'une peinture à l'huile à Hautecombe, où il suggère que d'Aquila aurait plutôt utilisé une tempera à l'œuf ; il émet l'hypothèse que, si peinture à l'huile il y a eu, elle fut employée de préférence sur des fonds autres que le mortier, tandis que les fresques étaient exécutées à tempera.